# فرهنگ اتریشی

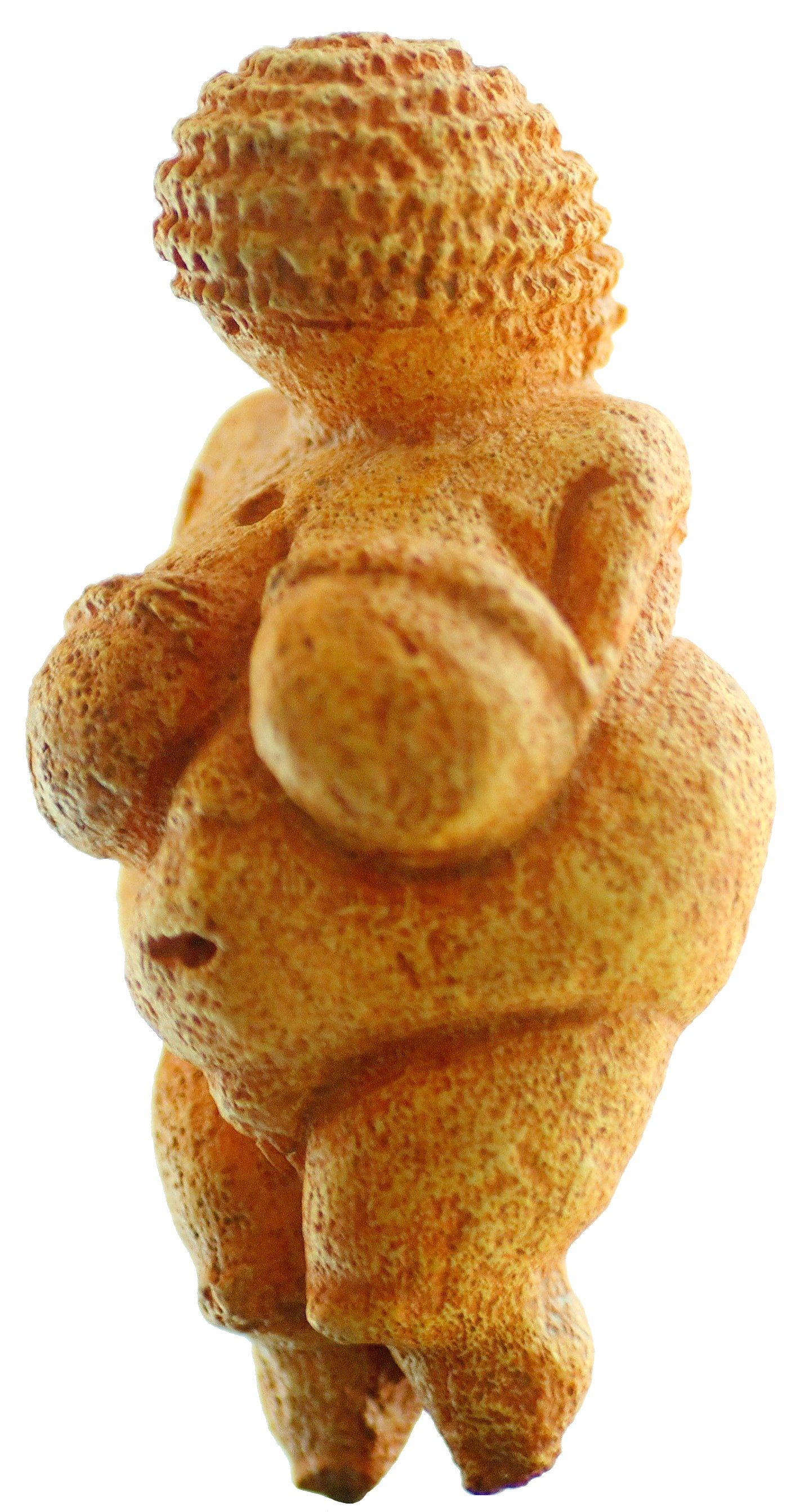
ونوس ویلندورف یکی از کهنترین مجسمه‌های جهان که در اتریش کشف شده است.

فرهنگ اتریشی (به آلمانی: Österreichische Kultur)، در گذشته و حال، تا حد زیادی توسط همسایگان پیشین و کنونی‌اش: ایتالیا، لهستان، آلمان، مجارستان، و بوهمیا تحت تأثیر قرار گرفته‌است.
قرن‌ها است که فرهنگ اتریشی به فرهنگ اروپایی باهم درآمیخته و دستاوردهای بین‌المللی شناخته‌شده‌ای را باعث شده، برای مثال؛ بناهای مهمی از همهٔ دوران‌ها، که بسیاری از آن‌ها به عنوان میراث جهانی یونسکو نگهداری می‌شوند به وجود آمده‌است. در سده‌های ۱۸ و ۱۹ اتریش با کلاسیک وینی‌اش یکی از مراکز موسیقی زندهٔ اروپا بوده، که نه تنها در ارائهٔ انواع نوازندگان و آهنگسازان نام‌دار مربوط به سرزمین خود درخشیده، بلکه در داشتن تعداد زیادی از خانه‌های اپرا، تئاتر و ارکستر و همچنین در ارائهٔ موسیقی سنتی متنوع مانند کنسرت سال نو، جشنواره‌های متعدد و کاباره‌های پر جنب و جوش، که هنوز هم موجودند شناخته بوده‌است. حتی در بخش آشپزی نیز، اتریش سنتی گسترده دارد، که به صورت و روشِ سنتیِ کافهٔ وینی، کشت انگور در اتریش و میخانه‌ها شراب و غذاهای متعدد سنتی غذاهای اتریشی ابراز شده‌است.

## هنر
وین، پایتخت اتریش برای مدتی طولانی مرکزی مهم از نوآوری‌های موسیقی بوده‌است. آهنگسازان قرن ۱۸ و ۱۹ با توجه و حمایت دودمان هابسبورگ به این شهر کشیده شده بودند، و وین را به صورت پایتخت اروپا از نظر موسیقی کلاسیک درآوردند. ولفگانگ آمادئوس موتسارت، بتهوون، و یوهان اشتراس جونیور، در میان دیگران، نامشان با این شهر همراه بوده‌است. در طول دورهٔ باروک، اسلاوی و فرم‌های قومی مجارستان موسیقی اتریش را تحت تأثیر قرار داده‌اند. موقعیت وین به عنوان یک مرکز فرهنگی اوایل قرن ۱۶ افزایش یافت، و در اطراف ابزار و ادوات موسیقی از جمله عود متمرکز بود.

### موسیقی کلاسیک
در طول قرن ۱۸، عصر موسیقی کلاسیک، موسیقی کلاسیک اروپایی را تحت‌الشعاع قرار داده بود، و شهر وین در این میان جایی ویژه و مهم برای نوآوری موسیقی بود. در این شهر سه آهنگساز با نوآوری پایدار به وجود آمدند: الگوهای سمفونیک لودویگ فان بتهوون، تعادل ولفگانگ آمادئوس موتسارت بین ملودی و فرم، و توسعه یوزف هایدن از کوارتت زهی و سوناتا.